# Cees Pijl Hogeweg

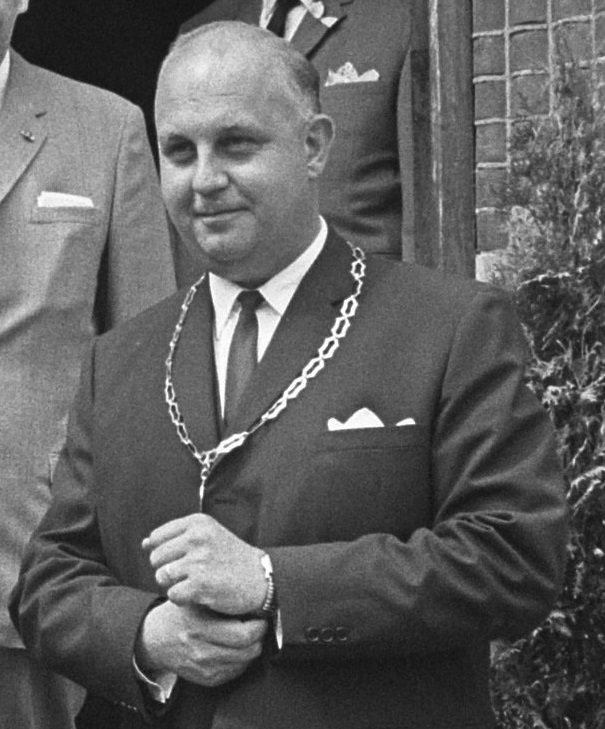
Mr. C. Pijl Hogeweg (1967)

Cornelis (Cees) Pijl Hogeweg (Marken, 24 februari 1929 – Hellevoetsluis, 13 april 2019) was een Nederlands politicus van de ARP en later het CDA.

## Loopbaan
Hij werd geboren als Cornelis Hogeweg maar omdat de achternaam van zijn moeder dreigde te verdwijnen werd in 1931 met succes een verzoek ingediend om officieel zijn achternaam te mogen veranderen in 'Pijl Hogeweg'. Zijn vader, Gerrit Hogeweg, was het hoofd van de school van de Rudolphstichting. Zelf ging hij rechten studeren aan de Vrije Universiteit Amsterdam. Na daar te zijn afgestudeerd ging hij eerst in militaire dienst voor hij als adjunct-commies ging werken bij de provinciale griffie van Zuid-Holland. Na twee jaar maakte hij de overstap naar het Centraal Bureau afgifte Rijvaardigheidsbewijzen (CBR) in Den Haag waar hij het bracht tot adjunct-directeur. In januari 1966 werd Pijl Hogeweg benoemd tot burgemeester van Yerseke. Bij de Zeeuwse gemeentelijke herindeling van 1970 ging Yerseke op in de fusiegemeente Reimerswaal waarvan hij de burgemeester werd. In september 1976 volgde zijn benoeming tot burgemeester van Zwijndrecht wat hij tot zijn vervroegde pensionering in maart 1991 zou blijven.
Pijl Hogeweg was ook op kerkelijk terrein bestuurlijk actief. Hij was vice-voorzitter van de Generale Diaconale Raad van de Nederlandse Hervormde Kerk. Tevens behoorde hij tot degenen die het initiatief namen tot heroprichting van de Federatie van Diaconieën, waarvan hij van 1999 tot 2004 voorzitter zou zijn. De 'Burgemeester Pijl Hogeweglaan' in Zwijndrecht is naar hem vernoemd.
In 2019 overleed hij op 90-jarige leeftijd.